# Guizzo (traghetto)
Il Guizzo è stato un traghetto, appartenuto alla compagnia di navigazione italiana Tirrenia di Navigazione dal 1993 al 2011.

## Servizio
Varato nel 1993 nel cantiere navale Rodriquez di Messina con il nome di Aquastrada e consegnato nel luglio successivo alla Tirrenia di Navigazione con il nome di Guizzo, prende servizio nello stesso mese nei collegamenti tra Civitavecchia ed Olbia, che era in grado di percorrere in tre ore e mezza.
Il 15 giugno 1998 viene trasferito insieme al gemello Guizzo nei collegamenti tra Fiumicino e Golfo Aranci ed in quelli tra lo scalo sardo e La Spezia.
Nel 2002,  con l'entrata in servizio dei traghetti Classe Jupiter MDV 3000, viene trasferito alla Siremar e prende servizio nei collegamenti tra Mazara del Vallo e Pantelleria.
Nel 2005 viene disarmato a Palermo.
Nel 2011, ormai in stato di abbandono ed obsoleto, viene messo in vendita insieme allo Scatto e ai traghetti Classe Jupiter MDV 3000. Ad agosto viene ceduto alla società MSK Maritime Service ed il 4 luglio 2012 salpa al traino del rimorchiatore Eisvogel da Palermo per Aliağa, dove viene spiaggato il 9 luglio e successivamente demolito.

## Navi gemelle
- Scatto